# Хайделанд (Тюрингия)
Хайделанд (нем. Heideland) — община в Германии, в земле Тюрингия.
Входит в состав района Заале-Хольцланд. Подчиняется управлению Хайделанд-Эльстерталь. Население составляет 1942 человека (на 31 декабря 2010 года). Занимает площадь 37,45 км².
Коммуна подразделяется на 7 сельских округов.